# Contes (Pas-de-Calais)
Pour les articles homonymes, voir Contes.
Contes est une commune française située dans le département du Pas-de-Calais en région Hauts-de-France. Ses habitants sont appelés les Contois.
La commune fait partie de la communauté de communes des 7 Vallées qui regroupe 66 communes et compte 29 425 habitants en 2022.

## Géographie

### Localisation
Localisée dans le sud-ouest du département du Pas-de-Calais, Contes est une commune de la vallée de la Canche limitrophe, au sud-ouest, de la commune d'Hesdin-la-Forêt et située, à vol d'oiseau, à 15 km au sud-est de la commune de Montreuil-sur-Mer (chef-lieu d'arrondissement).
Le territoire de la commune est limitrophe de ceux de sept communes.
Les communes limitrophes sont Offin, Cavron-Saint-Martin, Loison-sur-Créquoise, Beaurainville, Maresquel-Ecquemicourt, Aubin-Saint-Vaast et Hesdin-la-Forêt.

### Géologie et relief
La superficie de la commune est de 7,15 km2 ; son altitude varie de 15  à   113 m.

### Hydrographie
Le territoire de la commune est situé dans le bassin Artois-Picardie.
Le territoire communal est drainé par quatre cours d'eau :
- la Canche, un cours d'eau naturel de 100,22 km, qui prend sa source dans la commune de Gouy-en-Ternois et se jette dans la Manche entre Étaples et Le Touquet-Paris-Plage[4] ;
- la Planquette, un cours d'eau naturel non navigable de 11,79 km, qui prend sa source dans la commune de Planques[5] ;
- le Fiez ou Fliez, cours d'eau naturel non navigable de 4,68 km, qui prend sa source dans la commune et se jette dans la Canche au niveau de la commune de Beaurainville[6] ;
- le Maresquel-Ecquemicourt, d'une longueur de 1,54 km[7].

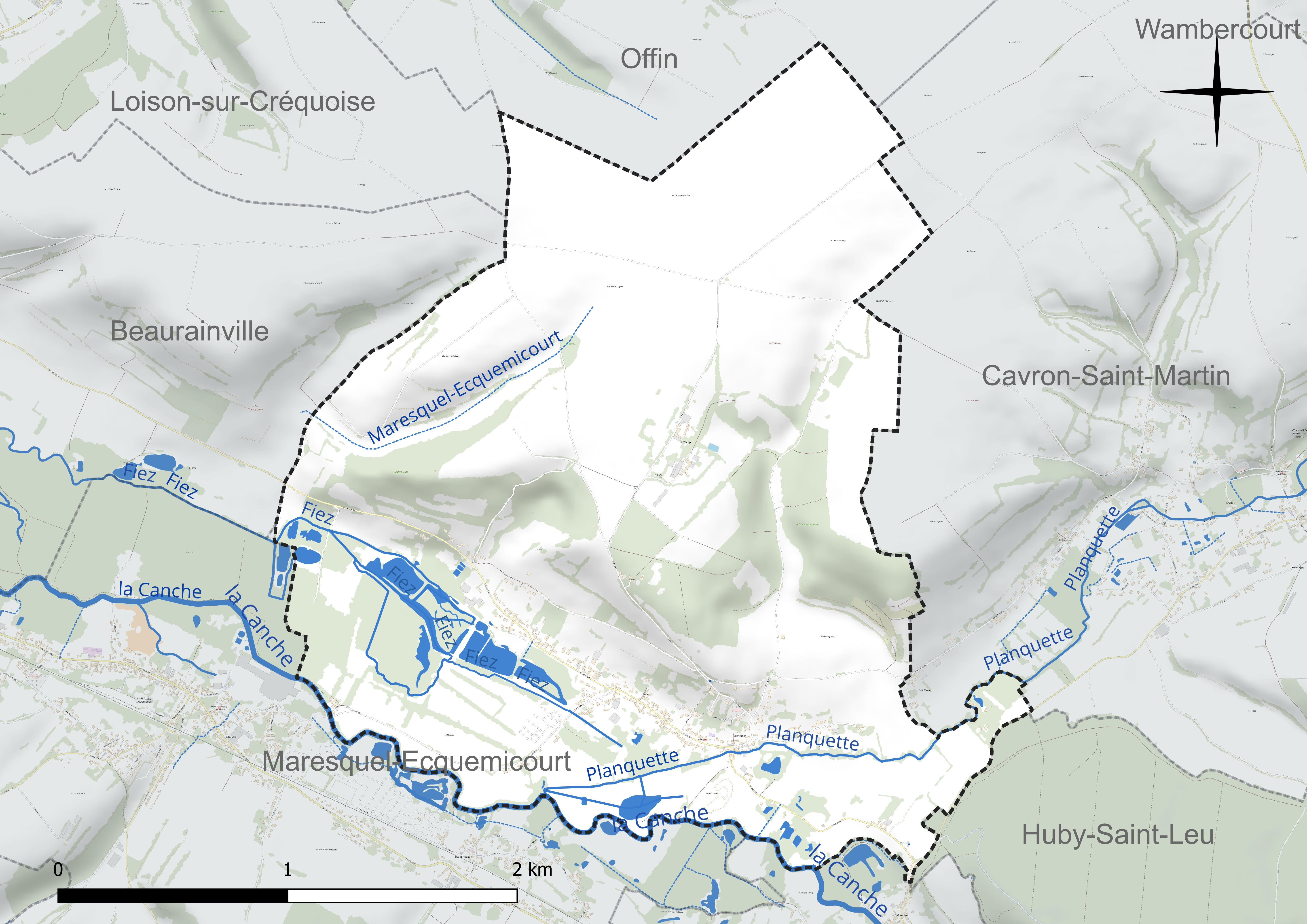
Réseau hydrographique de Contes.

### Climat
Pour des articles plus généraux, voir Climat des Hauts-de-France et Climat du Pas-de-Calais.
En 2010, le climat de la commune est de type climat océanique franc, selon une étude du CNRS s'appuyant sur une série de données couvrant la période 1971-2000. En 2020, Météo-France publie une typologie des climats de la France métropolitaine dans laquelle la commune est exposée à un climat océanique et est dans la région climatique Côtes de la Manche orientale, caractérisée par un faible ensoleillement (1 550 h/an) ; forte humidité de l’air (plus de 20 h/jour avec humidité relative > 80 % en hiver), vents forts fréquents.
Pour la période 1971-2000, la température annuelle moyenne est de 10,6 °C, avec une amplitude thermique annuelle de 13,2 °C. Le cumul annuel moyen de précipitations est de 760 mm, avec 12,7 jours de précipitations en janvier et 8,4 jours en juillet. Pour la période 1991-2020, la température moyenne annuelle observée sur la station météorologique la plus proche, située sur la commune de Humières à 18 km à vol d'oiseau, est de 10,9 °C et le cumul annuel moyen de précipitations est de 856,9 mm,. Pour l'avenir, les paramètres climatiques de la commune estimés pour 2050 selon différents scénarios d'émission de gaz à effet de serre sont consultables sur un site dédié publié par Météo-France en novembre 2022.

### Paysages
Pour un article plus général, voir Paysage en France.
La commune est située dans le « paysage montreuillois » tel que défini dans l’atlas des paysages de la région Nord-Pas-de-Calais, conçu par la direction régionale de l'Environnement, de l'Aménagement et du Logement (DREAL),. Ce paysage, qui concerne 98 communes, se délimite : à l’Ouest par des falaises qui, avec le recul de la mer, ont donné naissance aux bas-champs ourlées de dunes ; au Nord par la boutonnière du Boulonnais ; au sud par le vaste plateau formé par la vallée de l’Authie, et à l’Est par les paysages du Ternois et de Haut-Artois. Ce paysage régional, avec, dans son axe central, la vallée de la Canche et ses nombreux affluents comme la Course, la Créquoise, la Planquette…, offre une alternance de vallées et de plateaux, appelée « ondulations montreuilloises ». Dans ce paysage, et plus particulièrement sur les plateaux, on cultive la betterave sucrière, le blé et le maïs, et les plateaux entre la Ternoise et la Créquoise sont couverts de vastes massifs forestiers comme la forêt d'Hesdin, les bois de Fressin, Sains-lès-Fressin, Créquy….

### Milieux naturels et biodiversité

#### Zones naturelles d'intérêt écologique, faunistique et floristique
L’inventaire des zones naturelles d'intérêt écologique, faunistique et floristique (ZNIEFF) a pour objectif de réaliser une couverture des zones les plus intéressantes sur le plan écologique, essentiellement dans la perspective d’améliorer la connaissance du patrimoine naturel national et de fournir aux différents décideurs un outil d’aide à la prise en compte de l’environnement dans l’aménagement du territoire.
Le territoire communal comprend cinq ZNIEFF de type 1 :
- le coteau de Cavron-Saint-Martin. Cette ZNIEFF est située sur un coteau crayeux et constitue un ensemble dominé par un boisement pentu et une pâture mésotrophe autour d’une ancienne carrière de craie[16] ;
- le réservoir biologique de La Planquette. C'est une zone pépinière en matière de production de salmonidés à l’échelle du bassin de la Canche. On y trouve également l'anguille, le chabot et la truite fario[17] ;
- les bois et coteau de Beaurainville. Cette ZNIEFF est constituée d’un boisement pentu et de pâtures mésotrophiles[18] ;
- les marais et prairies humides de Contes et d’Ecquemicourt. Cette ZNIEFF est occupée par des prairies humides pâturées, des saulaies et des étangs bordés de végétations palustres[19] ;
- le marais d’Ecquemicourt. Ce site est constitué d’un complexe de prairies humides à marécageuses, de roselières, de mégaphorbiaies et de boisements naturels (saulaies) ou plantés (peupleraies)[20].

et deux ZNIEFF de type 2 :
- la basse vallée de la Canche et ses versants en aval d’Hesdin. Cette zone humide recelant des marais tourbeux, s'étend d'Étaples à Hedin sur une superficie de 12 059 hectares[21] ;
- les vallées de la Créquoise et de la Planquette. Cette ZNIEFF, d’une grande qualité écologique et esthétique, constitue un des paysages ruraux traditionnels du Nord-Pas-de-Calais les mieux conservés[22].

Carte des ZNIEFF de type 1 et 2 sur la commune
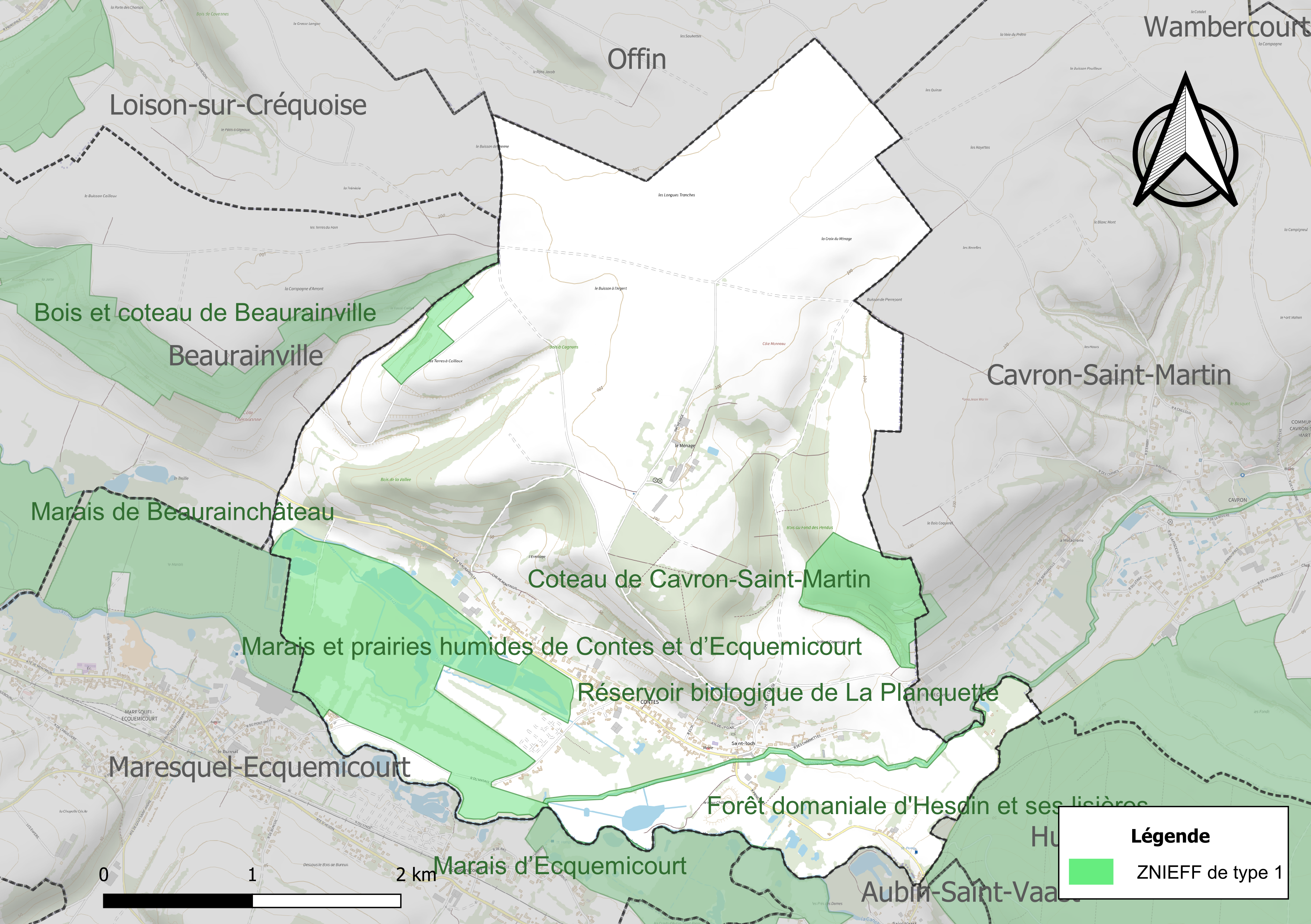
Carte des ZNIEFF de type 1 sur la commune.
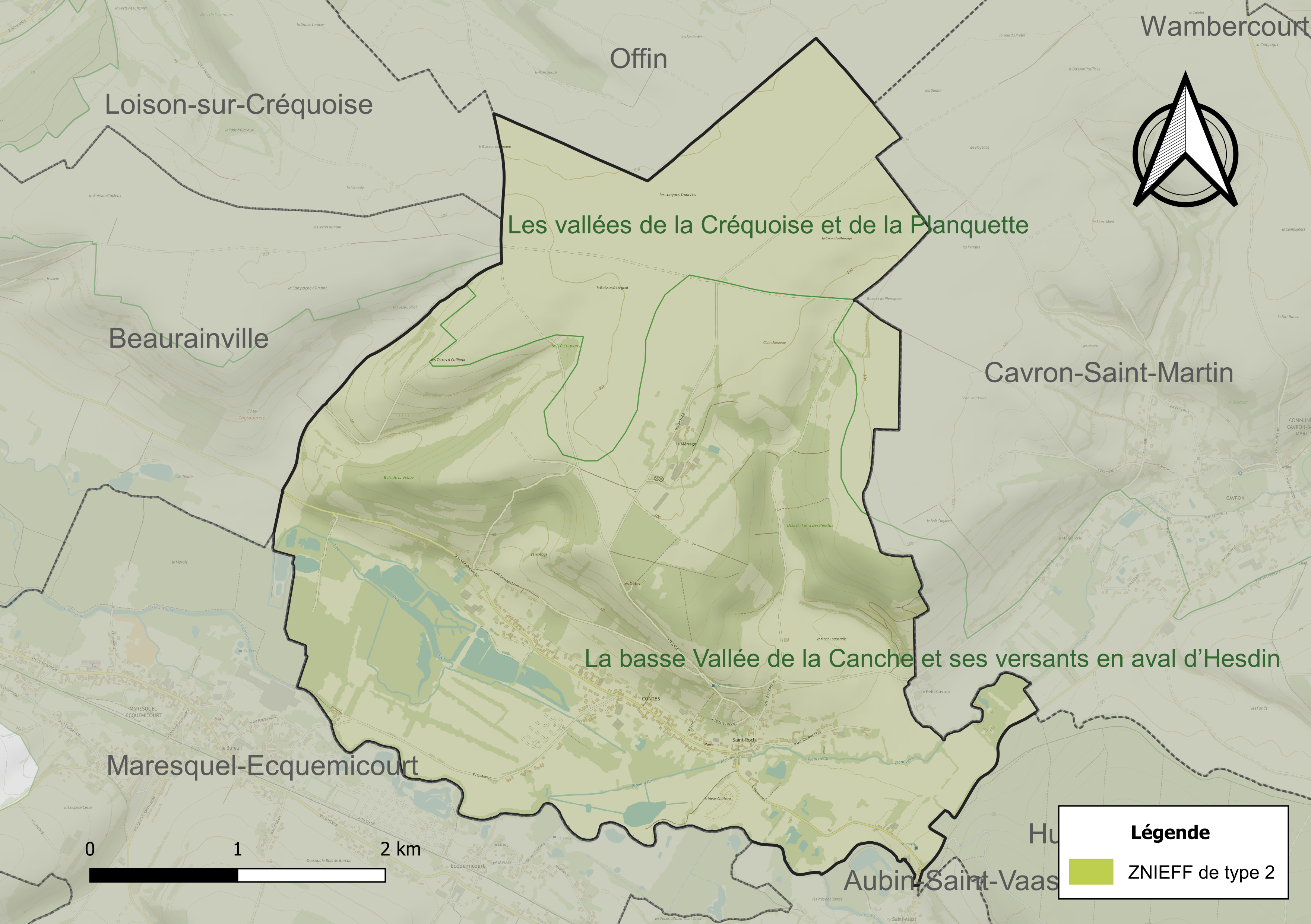
Carte des ZNIEFF de type 2 sur la commune.

## Urbanisme

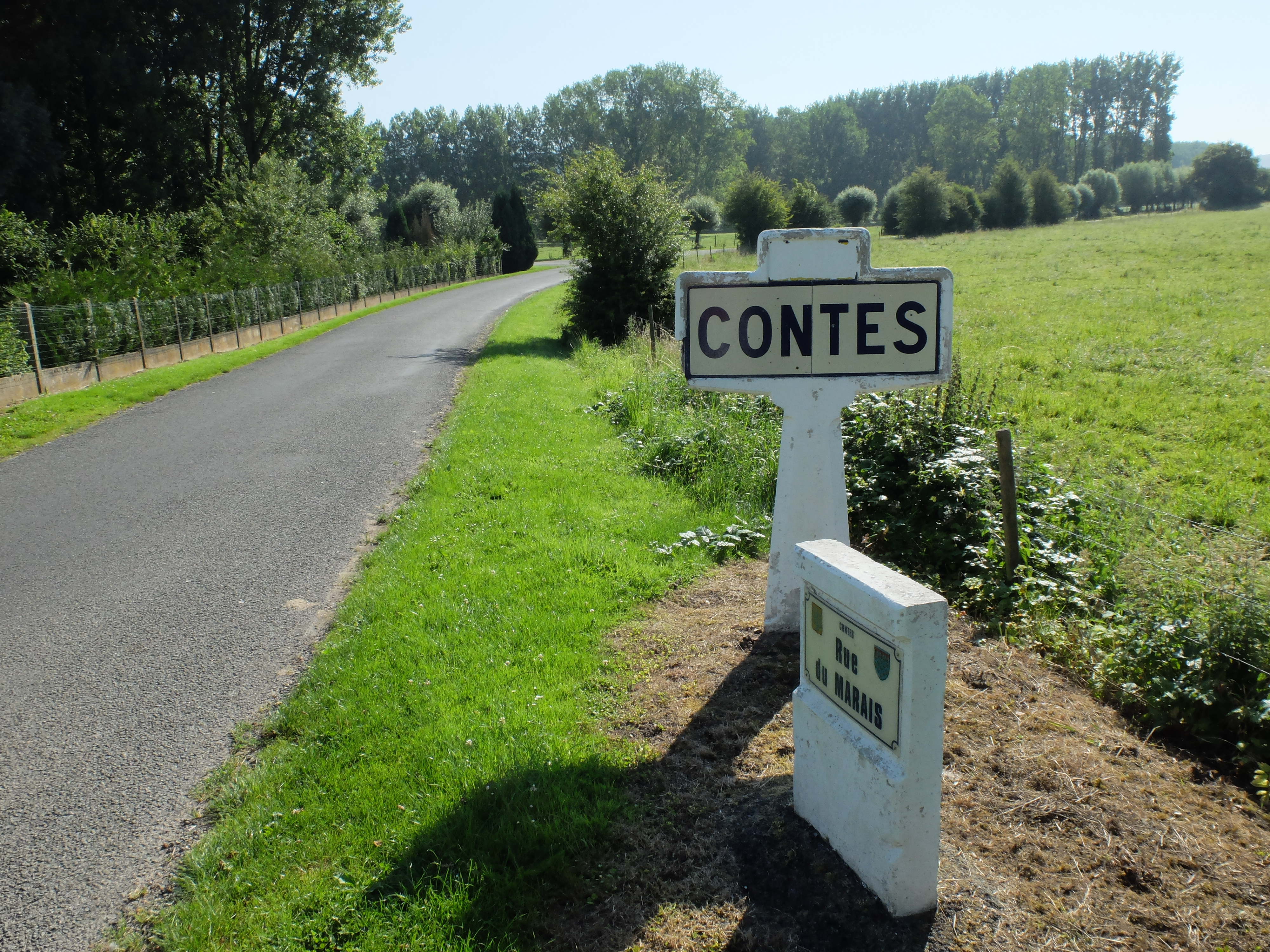
Une entrée de la commune.

### Typologie
Au 1er janvier 2024, Contes est catégorisée commune rurale à habitat dispersé, selon la nouvelle grille communale de densité à sept niveaux définie par l'Insee en 2022.
Elle est située hors unité urbaine. Par ailleurs la commune fait partie de l'aire d'attraction d'Hesdin, dont elle est une commune de la couronne,. Cette aire, qui regroupe 28 communes, est catégorisée dans les aires de moins de 50 000 habitants,.

### Occupation des sols
L'occupation des sols de la commune, telle qu'elle ressort de la base de données européenne d’occupation biophysique des sols Corine Land Cover (CLC), est marquée par l'importance des territoires agricoles (77,1 % en 2018), une proportion identique à celle de 1990 (77,1 %). La répartition détaillée en 2018 est la suivante : 
terres arables (40,1 %), prairies (36,9 %), forêts (16,9 %), zones urbanisées (6 %). L'évolution de l’occupation des sols de la commune et de ses infrastructures peut être observée sur les différentes représentations cartographiques du territoire : la carte de Cassini (XVIIIe siècle), la carte d'état-major (1820-1866) et les cartes ou photos aériennes de l'IGN pour la période actuelle (1950 à aujourd'hui).

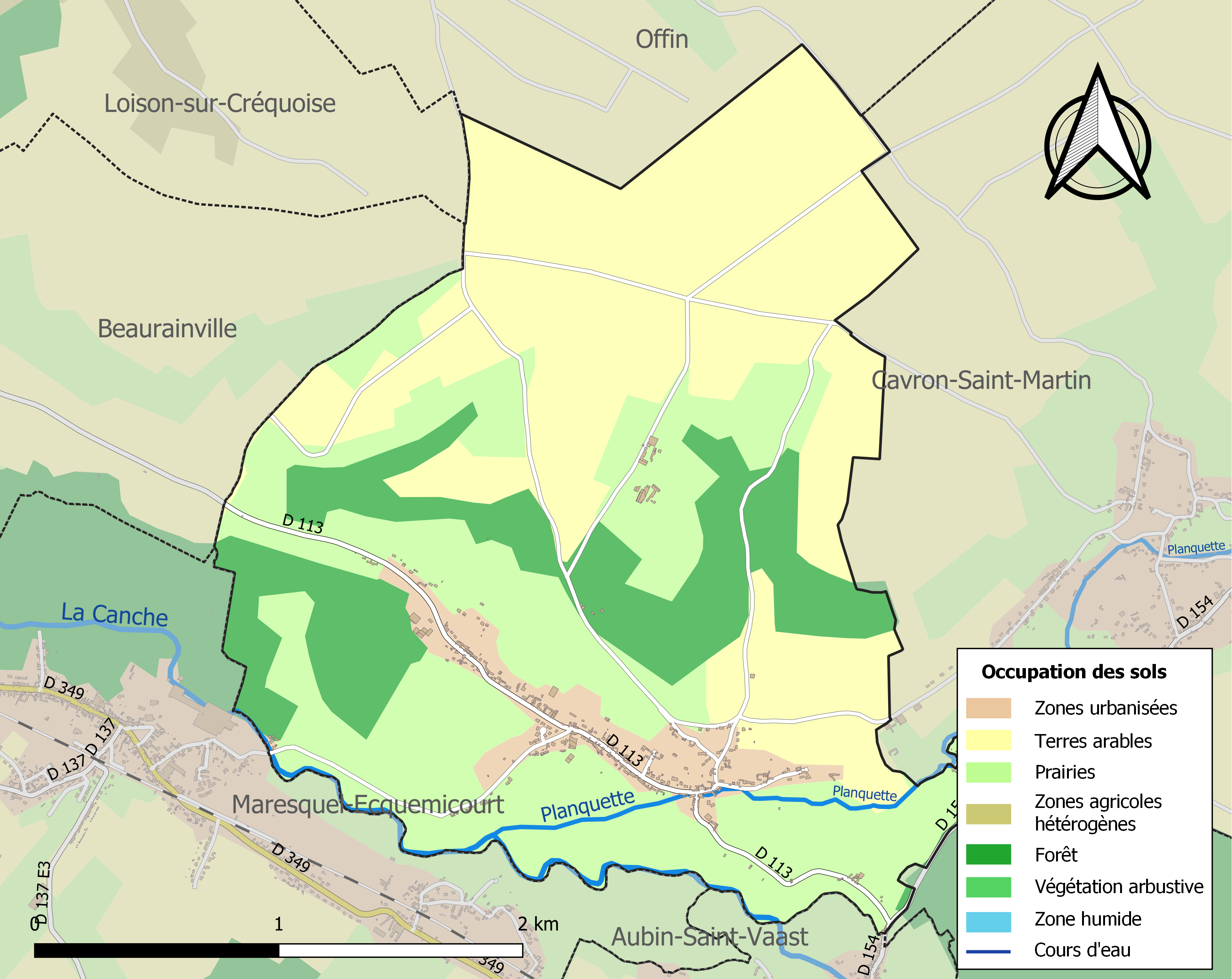
Carte des infrastructures et de l'occupation des sols de la commune en 2018 (CLC).

### Voies de communication et transports

#### Voies de communication
La commune est desservie par la route départementale D 113 et se trouve à proximité de la D 939 qui relie Cambrai et Le Touquet-Paris-Plage.

#### Transport ferroviaire
La commune se trouve à 3 km de la gare de Maresquel, située sur la ligne de Saint-Pol-sur-Ternoise à Étaples, desservie par des trains TER Hauts-de-France.

### Risques naturels et technologiques

#### Risque inondation
À la suite du passage des tempêtes Ciarán, Domingos et Elisa et des inondations et coulées de boue qui se sont produites, la commune est reconnue, par arrêté du 14 novembre 2023, en état de catastrophe naturelle pour inondations et coulées de boue sur la période du 2 au 12 novembre 2023, comme 179 autres communes du département.

## Toponymie
Le nom de la localité est attesté sous les formes Contæ (1154) ; Cuntes (XIIe siècle) ; Contes (1231) ; Contez (1375) ; Comptes (1444) ; Comtes (1506) ; Comttes (1559) ; Comptes (1562-1564) ; Comtes (1720), Contes depuis 1793 et 1801.

## Histoire
Avant la Révolution française, Contes a donné son nom à une famille de la noblesse.

### Famille de Contes
Marie François Antoine Joseph de Contes bénéficie en juillet 1762, de lettres données à Versailles, érigeant en baronnie, sous le nom de baronnie de Contes de Granges, de la terre des Granges unie à celle de Planques, relevant à cause de sa terre de Créquy, de Godefroy de la Tour-d'Auvergne, pair de France, grand chambellan, en faveur de, seigneur des dites terres. Ces terres, tout le temps que la famille de Bryas les a possédées, ont toujours été relevées sous le titre de baronnie, le bénéficiaire est reconnu descendant d'une branche de la maison de Créquy (Famille de Créquy), dont sa famille a toujours porté les armes; cette branche était connue sous le nom de Créquy-Contes, à cause de Jacques dit Jacquemont, seigneur de Contes, marié à Marie de Saint-Pol (Comté de Saint-Pol). Regnault de Créquy-Contes qui était chevalier, bachelier dès 1440 et Jean de Créquy-Contes furent tués à Azincourt, en servant sous la bannière de Créquy. Cette famille de Contes a de tous temps servi ses souverains et s'est alliée aux de Werpt, Marseilles, Héricourt, de Fiennes, Gérard, de Harchies, de Fléchin, etc.

### Seigneurs de Contes
Renaud de Créquy, (Famille de Créquy), seigneur de Contes, meurt à la bataille d'Azincourt en 1415.

### Seconde Guerre mondiale
Le 13 juillet 1942, trois résistants du parti communiste français de la région d'Hesdin, Marcel Fréville (1899-1942), né dans la commune, Victor Mariette (1904-1942), né à Mouriez et Élie Fauquet (1891-1942), né à Aubin-Saint-Vaast, sont exécutés, par les Allemands, à la citadelle d'Arras. Andrée Patoux (1908-1971), née Armand, tenant l'imprimerie Patoux à Hesdin, résistante avec eux, est internée en Allemagne et en revient après la guerre ; Fidéline Fauquet (1886-1945), née Sallembien, épouse d'Élie Fauquet, meurt en déportation dans le camp de Ravensbrück. Sur un mur de la citadelle d'Arras sont apposées trois plaques en mémoire des trois résistants. Une rue d'Hesdin porte le nom de Marcel-Fréville depuis 1944,,,,,,.

## Politique et administration

### Découpage territorial
La commune se trouve dans l'arrondissement de Montreuil du département du Pas-de-Calais, depuis 1801.

#### Commune et intercommunalités
La commune est membre de la communauté de communes des 7 Vallées.

#### Circonscriptions administratives
La commune est rattachée au canton de Hesdin de 1801 à 2014n et, depuis 2015 au canton d'Auxi-le-Château.

#### Circonscriptions électorales
Pour l'élection des députés, la commune fait partie de la quatrième circonscription du Pas-de-Calais.

### Élections municipales et communautaires

#### Liste des maires
| Période     | Période                      | Identité         | Étiquette | Qualité                    |
| ----------- | ---------------------------- | ---------------- | --------- | -------------------------- |
| 1945        | 1971                         | Pierre Lecerf    |           | Agriculteur                |
| [1971]      | 1995                         | Georges Grébert  |           | Agriculteur                |
| 1995        | 2014                         | Christian Lecerf |           | Agriculteur retraité       |
| 2014,       | 2020                         | Gérard Lefebvre  |           | Retraité de la Gendarmerie |
| 23 mai 2020 | En cours (au 6 février 2022) | André Ponchel    |           | Agriculteur,               |

## Équipements et services publics

### Justice, sécurité, secours et défense
La commune dépend du tribunal de proximité de Montreuil-sur-Mer, du conseil de prud'hommes de Boulogne-sur-Mer, du tribunal judiciaire de Boulogne-sur-Mer, de la cour d'appel de Douai, du tribunal de commerce de Boulogne-sur-Mer, du tribunal administratif de Lille, de la cour administrative d'appel de Douai et du tribunal pour enfants de Boulogne-sur-Mer.

## Population et société

### Démographie
Les habitants sont appelés les Contois.

#### Évolution démographique
L'évolution du nombre d'habitants est connue à travers les recensements de la population effectués dans la commune depuis 1793. Pour les communes de moins de 10 000 habitants, une enquête de recensement portant sur toute la population est réalisée tous les cinq ans, les populations de référence des années intermédiaires étant quant à elles estimées par interpolation ou extrapolation. Pour la commune, le premier recensement exhaustif entrant dans le cadre du nouveau dispositif a été réalisé en 2008.

En 2022, la commune comptait 349 habitants, en évolution de +6,4 % par rapport à 2016 (Pas-de-Calais : −0,72 %, France hors Mayotte : +2,11 %).
| 1793 | 1800 | 1806 | 1821 | 1831 | 1836 | 1841 | 1846 | 1851 |
| ---- | ---- | ---- | ---- | ---- | ---- | ---- | ---- | ---- |
| 380  | 425  | 404  | 549  | 578  | 585  | 637  | 605  | 652  |

| 1856 | 1861 | 1866 | 1872 | 1876 | 1881 | 1886 | 1891 | 1896 |
| ---- | ---- | ---- | ---- | ---- | ---- | ---- | ---- | ---- |
| 652  | 722  | 762  | 780  | 780  | 762  | 767  | 736  | 690  |

| 1901 | 1906 | 1911 | 1921 | 1926 | 1931 | 1936 | 1946 | 1954 |
| ---- | ---- | ---- | ---- | ---- | ---- | ---- | ---- | ---- |
| 647  | 613  | 543  | 494  | 475  | 451  | 449  | 386  | 394  |

| 1962 | 1968 | 1975 | 1982 | 1990 | 1999 | 2006 | 2008 | 2013 |
| ---- | ---- | ---- | ---- | ---- | ---- | ---- | ---- | ---- |
| 399  | 386  | 333  | 359  | 370  | 334  | 315  | 310  | 326  |

| 2018 | 2022 | - | - | - | - | - | - | - |
| ---- | ---- | - | - | - | - | - | - | - |
| 334  | 349  | - | - | - | - | - | - | - |

#### Pyramide des âges
En 2018, le taux de personnes d'un âge inférieur à 30 ans s'élève à 33,0 %, soit en dessous de la moyenne départementale (36,7 %). Le taux de personnes d'âge supérieur à 60 ans est de 29,4 % la même année, identique au taux départemental.
En 2018, la commune comptait 154 hommes pour 180 femmes, soit un taux de 53,89 % de femmes, largement supérieur au taux départemental (51,5 %).
Les pyramides des âges de la commune et du département s'établissent comme suit.
| Hommes | Classe d’âge | Femmes |
| ------ | ------------ | ------ |
| 0,0    | 90 ou +      | 0,0    |
| 5,2    | 75-89 ans    | 7,2    |
| 21,4   | 60-74 ans    | 24,4   |
| 20,8   | 45-59 ans    | 16,7   |
| 19,5   | 30-44 ans    | 18,9   |
| 18,2   | 15-29 ans    | 12,2   |
| 14,9   | 0-14 ans     | 20,6   |

| Hommes | Classe d’âge | Femmes |
| ------ | ------------ | ------ |
| 0,5    | 90 ou +      | 1,6    |
| 5,6    | 75-89 ans    | 8,9    |
| 16,7   | 60-74 ans    | 18,1   |
| 20,2   | 45-59 ans    | 19,2   |
| 18,9   | 30-44 ans    | 18,1   |
| 18,2   | 15-29 ans    | 16,2   |
| 19,9   | 0-14 ans     | 17,9   |

### Sports et loisirs

#### Sentiers de randonnée
Le sentier de grande randonnée GR 121, reliant Wavre, en région Région wallonne (Belgique) à Boulogne-sur-Mer, dans le département du Pas-de-Calais (France), traverse le territoire communal.
La commune est aussi le départ du sentier de grande randonnée GR 123.

## Culture locale et patrimoine

### Lieux et monuments

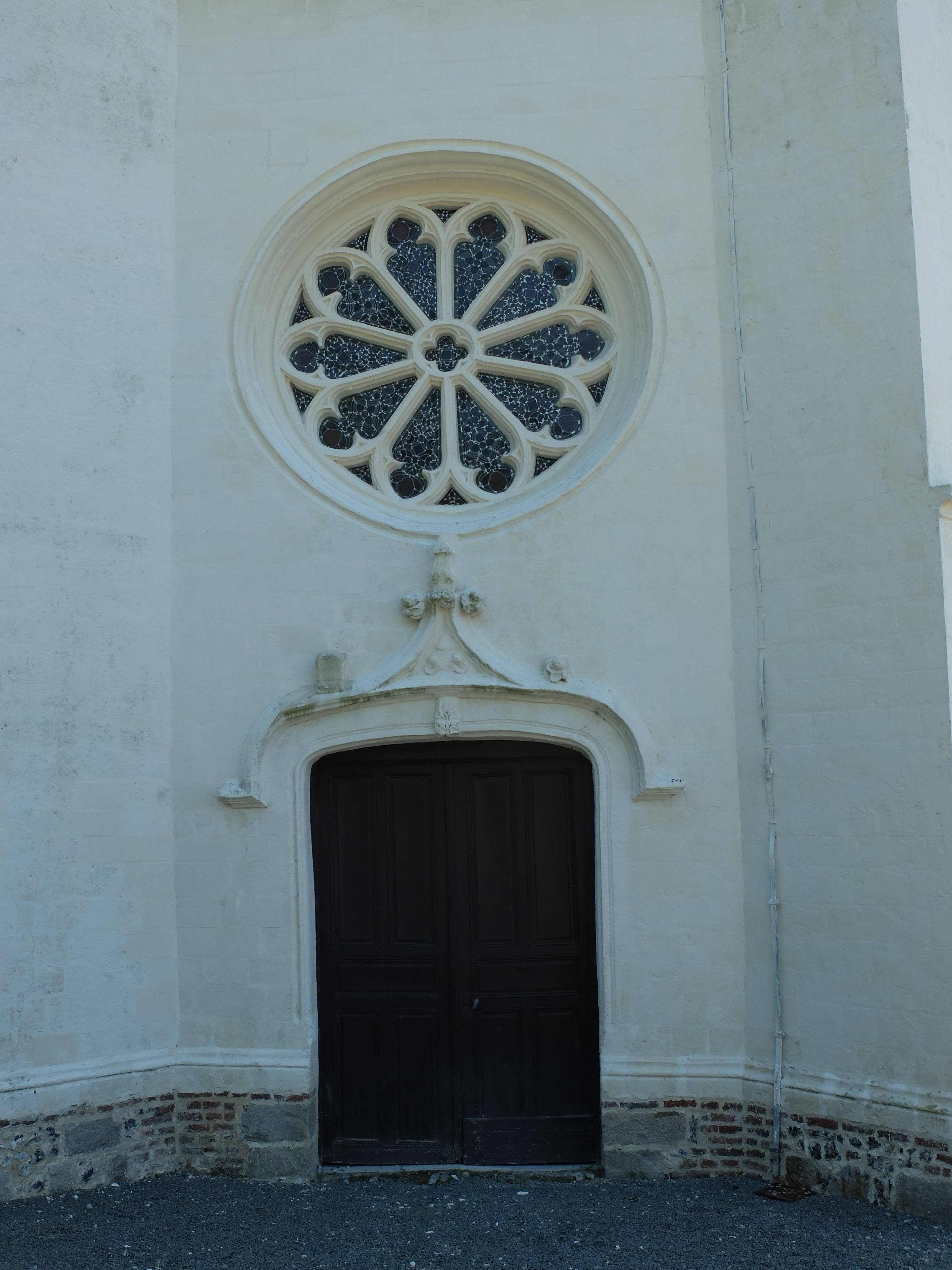
Le portail de l'église Saint-Vaast.

- L'église Saint-Vaast.
- Le monument aux morts[56].
- La chapelle.

### Héraldique
| Blason de Contes | Blason  | D'or au créquier arraché et feuillé de sept pièces de sinople ; à la bordure de gueules. |
| Blason de Contes | Détails | Le statut officiel du blason reste à déterminer.                                         |

## Pour approfondir